# Filmographie de Looney Tunes et Merrie Melodies (1950-1959)
Voici la liste des courts métrages distribués par Warner Bros sous l'appellation Looney Tunes et Merrie Melodies de 1950 à 1959 soit un  total de 278 cartoons.

## 1950
- 31 cartoons ont été produits[1].
- Les cartoons sont présents dans les coffrets annotés entre parenthèses.

1. Bête comme chat (Home Tweet Home) (LTPC volume 2 disque 1)
2. Dompteur de gorilles (Hurdy-Gurdy Hare) (LTGC Volume 4 DVD 1)
3. Un canard dans le moteur (Boobs in the Woods) (LTGC Volume 1 DVD 2)
4. La Révolte de Bunny (Mutiny on the Bunny) (LTSS)
5. Le Lion est occupé (The Lion's Busy) (LTPC volume 2 disque 2)
6. Le Mouron rouge (The Scarlet Pumpernickel) (LTGC Volume 1 DVD 2) / LTPC volume 1 disque 1)
7. Sans terrier fixe (Homeless Hare) (LTGC Volume 3 DVD 1)
8. Strife with Father (LTPC volume 2 disque 2)
9. Malade comme un chat (The Hypo-Chondri-Cat) (LTGC Volume 1 DVD 3) / (LTMC)
10. Le lapin est en prison (Big House Bunny) (LTGC Volume 1 DVD 1)
11. Le Faucon, le coq et le faisan (The Leghorn Blows at Midnight)
12. Tendre moitié (His Bitter Half)
13. La Course à l'œuf (An Egg Scramble) (LTGC Volume 3 DVD 3)
14. Un lapin à succès (What's Up, Doc?) (LTGC Volume 1 DVD 1)
15. Une bataille très duraille (All a Bir-r-r-d) (LTGC Volume 2 DVD 3) / (LTSS)
16. Le Petit Pingouin (8 Ball Bunny) (LTGC Volume 4 DVD 1) / (LTPC volume 1 disque 1)
17. Joyeux Colibri ou Le Bain de l’oiseau (It's Hummer Time) (LTGC Volume 6 DVD 4)
18. Histoire d'œufs (Golden Yeggs) (LTGC Volume 1 DVD 2)
19. Venez guincher chez Bunny (Hillbilly Hare) (LTGC Volume 3 DVD 1) / (LTPC volume 3 disque 1)
20. Dog Gone South (LTGC Volume 6 DVD 1) / (LTPC volume 3 disque 1)
21. Questions pour un cochon (The Ducksters) (LTGC Volume 1 DVD 2)
22. Un ver et contre tous (A Fractured Leghorn)
23. À la guerre comme à la guerre (Bunker Hill Bunny) (LTGC Volume 1 DVD 4)
24. C'est pas gagné ! (Canary Row) (LTGC Volume 1 DVD 4) / (LTSS) / (LTPC volume 3 disque 2)
25. Stooge for a Mouse
26. Vas-y Papounet (Pop 'im Pop!) (LTSS)
27. Escapade australienne (Bushy Hare) (LTSS)
28. Le Sombre Homme des cavernes (Caveman Inki)
29. Dog Collared (LTSS)
30. Le Clapier de Séville (Rabbit of Seville) (LTGC Volume 1 DVD 1) / (LTPC volume 1 disque 1)
31. Two's A Crowd

## 1951
- 29 cartoons ont été produits [2].
- Les cartoons sont présents dans les coffrets annotés entre parenthèses.

1. Bugs Bunny met les voiles (Hare We Go) (LTSS)
2. A Fox in a Fix
3. Mise en boîte (Canned Feud) (LTGC Volume 1 DVD 4) / (LTPC volume 2 disque 1)
4. Lundi jour du lapin (Rabbit Every Monday)
5. Troubles en double (Putty Tat Trouble) (LTGC Volume 1 DVD 4) / (LTSS)
6. Du maïs explosif (Corn Plastered) (LTSS)
7. Champion de catch (Bunny Hugged) (LTGC Volume 2 DVD 1) / (LTPC volume 3 disque 1)
8. Roméo de Cologne (Scent-imental Romeo) (LTPC volume 2 disque 1) / (LTSS)
9. Os pour os (A Bone for a Bone)
10. Un partage équitable (The Fair-Haired Hare)
11. Cherche bon maître pour chien abandonné (A Hound for Trouble)
12. La Puce parieuse (Early to Bet) (LTGC Volume 1 DVD 4)
13. Chassé-croisé (Rabbit Fire) (LTGC Volume 1 DVD 2) / (LTPC volume 2 disque 2)
14. Pension complète (Room and Bird) (LTGC Volume 2 DVD 3) / (LTSS)
15. Péché de gourmandise (Chow Hound) (LTGC Volume 6 DVD 4) / (LTPC volume 1 disque 2)
16. Lapin à la française (French Rarebit) (LTGC Volume 2 DVD 1)
17. Le Château hanté (The Wearing of the Grin) (LTGC Volume 1 DVD 2)
18. Petit Faucon contre gros poulet (Leghorn Swoggled)
19. Un incroyable lapin (His Hare Raising Tale)
20. Ça tourne pas rond (Cheese Chasers) (LTGC Volume 2 DVD 2) / (LTMC)
21. La Chasse au mari (Lovelorn Leghorn) (LTPC volume 1 disque 1)
22. Un grosminet à la mer (Tweety's S.O.S.) (LTGC Volume 1 DVD 4) / (LTSS)
23. À vote bon cœur (Ballot Box Bunny) (LTGC Volume 1 DVD 1)
24. La Fête des pères (A Bear for Punishment) (LTGC Volume 2 DVD 2) / (LTPC volume 3 disque 1)
25. Le Petit Somme de l'opossum (Sleepy Time Possum) (LTGC Volume 6 DVD 4)
26. Daffy la terreur (Drip-Along Daffy) (LTGC Volume 1 DVD 2) / (LTPC volume 2 disque 2)
27. Bugs Bunny fait son cirque (Big Top Bunny) (LTGC Volume 1 DVD 1)
28. Titi, espèce protégée (Tweet Tweet Tweety) (LTGC Volume 2 DVD 3) / (LTSS)
29. Un canard envahissant (The Prize Pest) (LTSS)

## 1952
- 31 cartoons ont été produits[3].
- Les cartoons sont présents dans les coffrets annotés entre parenthèses.

1. Et tu seras un chat mon fils (Who's Kitten Who?) (LTSS)
2. Opération Lapin (Operation Rabbit) (LTGC Volume 4 DVD 1) / (LTPC volume 3 disque 1)
3. Un gros dur au cœur tendre (Feed the Kitty) (LTGC Volume 1 DVD 3) / (LTPC volume 1 disque 2)
4. Le paquet cadeau (Gift Wrapped) (LTGC Volume 2 DVD 3) / (LTPC volume 2 disque 1) / (LTSS)
5. Tableau de chasse par Auguste Renard (Foxy by Proxy) (LTSS)
6. Pouce je passe (Thumb Fun) (LTSS)
7. L'Or du pirate (14 Carrot Rabbit) (LTGC Volume 5 DVD 1)
8. Mon beau légionnaire (Little Beau Pepe) (LTSS)
9. L'Élève dépasse le maitre (Kiddin' The Kitten) (LTGC Volume 4 DVD 4)
10. Le docteur abuse (Water, Water Every Hare) (LTGC Volume 1 DVD 1)
11. La Petite Souricette Rouge (Little Red Rodent Hood) (LTGC Volume 5 DVD 2) / (LTPC volume 2 disque 1)
12. Vous m'avez sonné ? (Sock-a-Doodle-Do)
13. Beep, Beep (LTGC Volume 2 DVD 2) / (LTPC volume 1 disque 1)
14. Et ça repart ! (The Hasty Hare) (LTPC volume 1 disque 2)
15. Attention, chien méchant (Ain't She Tweet) (LTGC Volume 2 DVD 3) / (LTSS)
16. Le Gentil Petit Loup (The Turn-Tale Wolf) (LTGC Volume 5 DVD 2)
17. Daffy change de peau (Cracked Quack)
18. Gisement de carottes (Oily Hare) (LTGC Volume 5 DVD 1)
19. Une colossale bête (Hoppy Go Lucky) (LTSS)
20. Poursuite et Fin (Going! Going! Gosh!) (LTGC Volume 2 DVD 2) / (LTPC volume 2 disque 1)
21. Une cage dorée (A Bird in a Guilty Cage) (LTGC Volume 2 DVD 3)
22. Ça chauffe pour les souris (Mouse Warming) (LTMC)
23. Conflit de canard (Rabbit Seasoning) (LTGC Volume 1 DVD 1) / (LTPC volume 2 disque 2)
24. Le Baby sit-œuf (The Egg-Cited Rooster)
25. À félin, félin et demi (Tree for Two) (LTPC volume 3 disque 2)
26. Série noire pour un canard (The Super Snooper) (LTGC Volume 5 DVD 1)
27. Un puma bien frappé (Rabbit's Kin) (LTGC Volume 1 DVD 1)
28. Terrier Stricken
29. Assurance fou risque (Fool Coverage) (LTSS)
30. Baptême de l'air (Hare Lift)
31. Un coyote dans la bergerie (Don't Give Up the Sheep) (LTGC Volume 1 DVD 3)

## 1953
- 30 cartoons ont été produits[4].
- Les cartoons sont présents dans les coffrets annotés entre parenthèses.

1. Qu'importe le flocon (Snow Business) (LTGC) / (LTSS)
2. Souris à papa (A Mouse Divided)
3. Lièvre de marche (Forward March Hare) (LTGC)
4. Pour une poignée de fromage (Kiss Me Cat) (LTGC) / (LTPC)
5. Faut savoir ce qu'on veut (Duck Amuck) (LTGC) / (LTPC)
6. Upswept Hare
7. Un pivert au petit déjeuner (A Peck o' Trouble) (LTGC)
8. Basse-cour en folie (Fowl Weather)
9. Du muscle, rien que du muscle (Muscle Tussle)
10. Lapin sauce sudiste (Southern Fried Rabbit) (LTGC)
11. Des fourmis dans les pattes (Ant Pasted) (LTSS)
12. Casse-noix ou casse-tête (Much Ado About Nutting) (LTGC)
13. L'auto, c'est la loi (There Auto Be a Law)
14. La Guerre des Galands (Hare Trimmed) (LTSS)
15. Titi au pays des indiens (Tom Tom Tomcat)
16. Tout feu, tout flamme (Wild Over You) (LTSS)
17. Duck Dodgers au XXIVe siècle et des poussières (Duck Dodgers in the 24½th Century) (LTGC) / (LTPC)
18. Bunny toréador (Bully for Bugs) (LTGC) / (LTPC)
19. Défense de fouiner (Plop Goes the Weasel)
20. Un plat résistant (Cat-Tails for Two) (LTGC)
21. Comme chien et chat... et Titi (A Street Cat Named Sylvester)
22. Coyote fend l'air (Zipping Along) (LTGC) / (LTPC)
23. Le Lapin bûcheron (Lumber Jack-Rabbit) (LTSS)
24. Qui va à la chasse ? (Duck! Rabbit, Duck!) (LTGC) / (LTPC)
25. Easy Peckins
26. Grosminet sauveteur (Catty Cornered)
27. Of Rice and Hen
28. Sacrée souris (Cat's A-Weigh) (LTSS)
29. Bobo robot (Robot Rabbit)
30. Une petite trompe qui fait drôlement de bruit (Punch Trunk) (LTGC)

## 1954
- 29 cartoons ont été produits[5].
- Les cartoons sont présents dans les coffrets annotés entre parenthèses.

1. Titi à la fourrière (Dog Pounded) (LTSS)
2. Le Feu aux poudres (Captain Hareblower)
3. Une équipe au poil (I Gopher You)
4. À crocs et à griffes (Feline Frame-Up) (LTPC)
5. Une femme oisive (Wild Wife) (LTGC)
6. La Proie du plus fort (No Barking) (LTGC)
7. Bugsy et les Bandits (Bugs and Thugs) (LTGC) / (LTPC)
8. Chatsablanca (The Cat's Bah) (LTSS)
9. Bonjour les dégâts ! (Design for Leaving) (LTSS)
10. Une souris sous cloche (Bell Hoppy) (LTSS)
11. Des autoroutes et des tours et détours (No Parking Hare)
12. Docteur Sylvestre et Mister Hide (Dr. Jerkyl's Hide)
13. Bas les pattes ! (Claws for Alarm) (LTGC)
14. L'épreuve de la paternité (Little Boy Boo) (LTSS)
15. Le Diable au corps (Devil May Hare) (LTGC) / (LTPC)
16. Titi emménage (Muzzle Tough)
17. Le Dernier des Mohicans (The Oily American) (LTGC)
18. Bunny ensorcelé (Bewitched Bunny) (LTGC) / (LTPC)
19. Satan attend (Satan's Waitin') (LTGC) / (LTPC)
20. Abus dangereux (Stop! Look! And Hasten!) (LTGC)
21. Bugs rappelle l'Histoire (Yankee Doodle Bugs)
22. Un match génial (Gone Batty) (LTSS)
23. Mon gros bébé (Goo Goo Goliath) (LTGC)
24. Les Lois du marché (By Word of Mouse) (LTGC)
25. Le Doux rêveur (From A to Z-Z-Z-Z) (LTPC)
26. Un chasseur sans cœur (Quack Shot)
27. Le Vengeur masqué (My Little Duckaroo) (LTGC) / (LTPC)
28. Équipe de jour, équipe de nuit (Sheep Ahoy)
29. Bébé la terreur (Baby Buggy Bunny) (LTGC)

## 1955
- 31 cartoons ont été produits[6].
- Les cartoons sont présents dans les coffrets annotés entre parenthèses.

1. Les Duettistes s'accordent (Pizzicato Pussycat) (LTGC)
2. Feather Dusted
3. Pour une poignée de noisettes (Pests for Guests)
4. Bunny et le haricot magique (Beanstalk Bunny)
5. Tu es cuit, mon poulet ! (All Fowled Up) (LTSS)
6. Dur métier (Stork Naked) (LTSS)
7. Le Phare et la Souris (Lighthouse Mouse) (LTSS)
8. Bugs Bunny au Sahara (Sahara Hare) (LTGC)
9. Vagues à l'âme (Sandy Claws) (LTPC)
10. Le Trou portatif (The Hole Idea) (LTGC)
11. À vos marques, prêts... pfiou (Ready, Set, Zoom!) (LTGC)
12. Le Lièvre débusqué (Hare Brush)
13. Le crime était presque parfum (Past Perfumance) (LTSS)
14. Titi au cirque (Tweety's Circus)
15. Lapin traceur (Rabbit Rampage) (LTGC)
16. Beaucoup de bois pour rien (Lumber Jerks) (LTGC)
17. Une vie sans histoire (This Is a Life?) (LTSS)
18. Peut-on paître en paix (Double or Mutton)
19. Kidnapping spacial (Jumpin' Jupiter) (LTGC)
20. Le cha-chat à sa fi-fille (A Kiddie's Kitty)
21. Docteur Bunny et mister Bugs (Hyde and Hare) (LTGC)
22. Tel est pris qui croyait prendre (Dime to Retire) (LTSS)
23. Speedy Gonzales (LTGC) / (LTPC)
24. Quel cauchemar ! (Knight-mare Hare) (LTGC)
25. Pépé sur la piste de l'amour (Two Scent's Worth)  (LTSS)
26. Grand mère ne s'en laisse pas conter (Red Riding Hoodwinked) (LTGC)
27. Bugs Bunny dans l'arène (Roman Legion-Hare) (LTGC)
28. L'Héritage (Heir-Conditioned) (LTGC)
29. Fuselage de pierre (Guided Muscle) (LTGC) / (LTPC)
30. Le Chien-chien à son papounet (Pappy's Puppy)
31. La Grenouille magique (One Froggy Evening) (LTGC) / (LTPC)

## 1956
- 29 cartoons ont été produits[7].
- Les cartoons sont présents dans les coffrets annotés entre parenthèses.

1. Bugs travaille du chapeau (Bugs' Bonnets) (LTGC)
2. C'est dans la poche... Kangourou (Too Hop To Handle) (LTSS)
3. Arrêtez la belette (Weasel Stop) (LTSS)
4. Blagues dans le coin-coin (The High and the Flighty) (LTPC)
5. Carottes et Malédiction (Broom-Stick Bunny) (LTGC) / (LTPC)
6. La Patrouille de l'espace (Rocket Squad) (LTGC)
7. Grosminet premier violon (Tweet and Sour)
8. Parfum céleste (Heaven Scent) (LTGC)
9. Il faut savoir plaire à son maître (Mixed Master)
10. Gros poisson crusoé (Rabbitson Crusoe)
11. Vrroum ! (Gee Whiz-z-z-z-z-z-z) (LTGC)
12. Un grosminet miné (Tree Cornered Tweety)
13. Une peste de souris (The Unexpected Pest) (LTGC)
14. Le Lapin et l'Empereur (Napoleon Bunny-Part) (LTSS)
15. Mémé vapeur (Tugboat Granny)
16. Daffy super héros (Stupor Duck) (LTGC)
17. Lapin impair et passe (Barbary Coast Bunny) (LTGC) / (LTPC)
18. Berceuse martienne (Rocket-Bye Baby) (LTGC) / (LTPC)
19. Le train des affamés (Half-Fare Hare)
20. Coquin de coq (Raw! Raw! Rooster!) (LTGC)
21. La Chasse à la souris (The Slap-Hoppy Mouse) (LTSS)
22. Une étoile haineuse (A Star Is Bored) (LTGC)
23. Élémentaire, ma chère (Deduce, You Say!) (LTGC) / (LTPC)
24. Des souris et des elfes (Yankee Dood It) (LTGC)
25. Un lapin cabot (Wideo Wabbit) (LTGC)
26. Les voilà repartis ! (There They Go-Go-Go!) (LTGC)
27. Dos corvos músicas (Two Crows from Tacos) (LTSS)
28. Une femme de caractère (The Honey-Mousers) (LTGC)
29. Rien ne sert de courir après un lapin (To Hare Is Human) (LTGC)

## 1957
- 25 cartoons ont été produits[8].
- Les cartoons sont présents dans les coffrets annotés entre parenthèses.

1. Les Trois Petits Bip-bops (Three Little Bops) (LTGC) / (LTPC)
2. Zozio au zoo (Tweet Zoo)
3. Omelette aux gnons (Scrambled Aches) (LTGC)
4. Ali Baba Bunny (LTGC) / (LTPC)
5. Un chat haut perché (Go Fly a Kit) (LTGC)
6. Le Haricot magique (Tweety and the Beanstalk) (LTGC) / (LTSS)
7. Voyage en Tasmanie (Bedeviled Rabbit) (LTPC) / (LTSS)
8. Rêveur invétéré (Boyhood Daze) (LTPC)
9. Sauve qui peut, voilà le chat ! (Cheese It, the Cat!) (LTSS)
10. Renard la terreur (Fox Terror) (LTSS)
11. Alpinisme et Billevesées (Piker's Peak)
12. Un boulot harassant (Steal Wool) (LTGC) / (LTPC)
13. Peter coin-coin ou Mission cavalière (Boston Quackie)
14. Quel opéra, docteur ? (What's Opera, Doc?) (LTGC) / (LTPC)
15. Pour une poignée de téquila (Tabasco Road) (LTGC) / (LTPC)
16. Les Mangeurs d'oiseaux anonymes (Birds Anonymous) (LTGC) / (LTSS) / (LTPC)
17. La musique adoucit le diable (Ducking the Devil) (LTPC) / (LTSS)
18. Bugsy et Mugsy (Bugsy and Mugsy)
19. Prenez-en de la graine (Zoom and Bored) (LTGC)
20. Bobos les papattes (Greedy for Tweety)
21. Les Robinsons de l'amour (Touché and Go) (LTSS)
22. Daffy Duck superstar (Show Biz Bugs)
23. Le musée s'amuse (Mouse-Taken Identity) (LTMC) / (LTSS)
24. Les Prouesses de Gonzales (Gonzales' Tamales) (LTGC)
25. Roméo lapin (Romeo Rabbit) (LTGC)

## 1958
- 20 cartoons ont été produits[9].
- Les cartoons sont présents dans les coffrets annotés entre parenthèses.

1. Ne nous hachons pas (Don't Axe Me)
2. Un bec trop crochu (Tortilla Flaps) (LTGC)
3. Le Loup écervelé (Hare-Less Wolf)
4. Pizza Titi (A Pizza Tweety Pie)
5. Daffy des bois (Robin Hood Daffy) (LTGC) / (LTPC)
6. La Guéguerre des étoiles (Hare-Way to the Stars) (LTPC)
7. Et que ça saute ! (Whoa, Be-Gone!) (LTGC)
8. Une vie de chien (A Waggily Tale)
9. Tel grand père, tel petit fils (Feather Bluster)
10. Promenons-nous dans les bois (Now Hare This)
11. To Itch His Own
12. Dog Tales
13. Les Peureux Chevaliers de la Table ronde (Knighty Knight Bugs) (LTGC) / (LTPC)
14. La Belette, Le Chien et Le Coq (Weasel While You Work) (LTSS)
15. Un oiseau sur le chapeau (A Bird in a Bonnet)
16. Y a-t-il quelqu'un en ligne ? (Hook, Line and Stinker) (LTGC)
17. Le Lapin préhistérique (Pre-Hysterical Hare)
18. Les cauchemars d'un chien (Gopher Broke) (LTSS)
19. Hip Hip Hourra ! (Hip Hip-Hurry!)
20. Le Chien de garde (Cat Feud) (LTGC)

## 1959
- 23 cartoons ont été produits[10].
- Les cartoons sont présents dans les coffrets annotés entre parenthèses.

1. Bunny chef d'orchestre (Baton Bunny) (LTGC)
2. Un souriceau pas comme les autres (Mouse-Placed Kitten) (LTSS)
3. Nuit de Chine (China Jones)
4. Une nuit chez le sultan (Hare-Abian Nights)
5. Risques partagés (Trick or Tweet)
6. Dans la peau d'une souris (The Mouse That Jack Built) (LTGC)
7. Le Singe d'une nuit d'été (Apes of Wrath) (LTSS)
8. Roule ma poule (Hot-Rod and Reel!)
9. Lui ou moi ou Chien en colère (A Mutt in a Rut) (LTSS)
10. Un trou perdu (Backwoods Bunny)
11. Un printemps pourri (Really Scent) (LTSS)
12. Les Deux Idiots de Mexicali (Mexicali Shmoes) (LTGC) / (LTPC)
13. Jeux de chien jeux de vilain (Tweet and Lovely)
14. La Dure Loi de l’Ouest (Wild and Woolly Hare)
15. Lutte inégale (Cat's Paw) (LTSS)
16. Aujourd'hui, fromage à volonté (Here Today, Gone Tamale) (LTGC)
17. De l'or au nord (Bonanza Bunny)
18. Combat de coq (A Broken Leghorn) (LTGC) / (LTSS)
19. Rien ne sert de fou rire (Wild About Hurry)
20. Y être ou ne pas y être (A Witch's Tangled Hare) (LTPC)
21. Bêtes de zé-homme (Unnatural History)
22. Rêves de canari (Tweet Dreams)
23. La Bête à concours (People Are Bunny) (LTSS)

## Sigles des DVD et Blu-ray
- LTGC : Looney Tunes Golden Collection (Collection de DVD des cartoons Warner restaurés)
- PP 101 : Porky Pig 101 (Collection de 101 courts-métrages de Porky Pig restaurés en DVD)
- C 11 : Censored 11 (Collection de 11 courts-métrages restaurés en DVD)
- LTPC : Looney Tunes Platinum Collection (Collection de courts métrages restaurés en DVD et Blu-ray)
- LTMC : Looney Tunes Mouse Chronicles, The Chuck Jones Collection (Collection de courts-métrages restaurés et non restaurés de Chuck Jones en DVD et Blu-ray)
- LTSS : Looney Tunes Super Stars (Collection de courts-métrages restaurés en DVD)